# 吴少勋
吴少勋（1956年—），湖北大冶人，汉族，中华人民共和国政治人物、全国人民代表大会湖北地区代表。
毕业于黄石市委党校政治专业。加入中国共产党。担任劲牌有限公司董事长。2008年起担任全国人大代表。2013年，继续当选全国人大代表。